# Vladimír Růžička
Pour son fils, voir Vladimír Růžička (hockey sur glace, 1989).
Temple de la renommée du hockey tchèque :
Vladimír Růžička ['vlaɟɪmi:r 'ru:ʒɪt͡ʃka], né le 6 juin 1963 à Most en Tchécoslovaquie aujourd'hui ville de République tchèque, est un joueur professionnel de hockey sur glace et actuel entraîneur de ce même sport pour le Slavia Praha,. Il est le père de Vladimír Růžička, joueur du Slavia Praha.

## Carrière
Růžička est repêché dans la Ligue nationale de hockey par les Maple Leafs de Toronto au cours du repêchage d'entrée dans la LNH 1982. Il n'y joue cependant pas avant la fin de cette même décennie, endossant alors l'uniforme des Oilers d'Edmonton. En 1990, les Oilers remportent la Coupe Stanley. Son nom n'est pas gravé sur la coupe car il n'a ni joué la moitié des matchs de saison régulière, ni participé à la finale et n'est donc pas considéré comme champion de la Coupe Stanley mais il reçoit cependant une bague de champion et est présent sur la photo officielle. Il rejoint ensuite les Bruins de Boston, avec lesquels il connaît sa meilleure saison en Amérique du Nord avec 39 buts et 75 points, puis enfin aux Sénateurs d'Ottawa.
Si sa carrière nord-américaine est courte et sans éclat, il n'en va pas de même pour sa carrière dans sa Tchécoslovaquie natale. Il est l'un des meilleurs attaquants de son pays et il se voit attribuer deux fois la prestigieuse Crosse d'Or, en 1986 et en 1988, qui récompense le meilleur joueur tchécoslovaque de la saison. Il est également meilleur buteur du championnat en 1984, 1985 et 1986 sous les couleurs de Litvínov, puis en 1988 et 1989 sous celles du HC Dukla Trenčín.
Il est également un membre régulier de l'équipe de Tchécoslovaquie de hockey sur glace, puis plus tard de l'équipe de République tchèque, avec lesquelles il est deux fois médaillé d'or : une fois au Championnat du monde de hockey sur glace 1985 et une autre fois aux Jeux olympiques d'hiver de 1998. Malgré sa bague de champion de la Coupe Stanley, il n'est pas considéré comme l'ayant gagné officiellement et l'IIHF ne le recense donc pas comme membre du Club Triple Or.
Après six saisons au HC Slavia Prague comme joueur, Růžička prend sa retraite en 2000 et passe derrière le banc, prenant les rênes du Slavia. Deux saisons plus tard, il conduit son club au championnat de l'Extraliga. De 2002 à 2004, il collabore comme entraîneur-adjoint de l'équipe nationale tchèque ; il quitte le club en 2004 quand l'entraîneur-chef Ivan Hlinka meurt. On lui confie les commandes de l'équipe, qu'il conduit à la médaille d'or au championnat du monde de hockey sur glace 2005.

## Statistiques

### Statistiques en club
| Saison     | Équipe             | Ligue      |     | Saison régulière | Saison régulière | Saison régulière | Saison régulière | Saison régulière |   | Séries éliminatoires | Séries éliminatoires | Séries éliminatoires | Séries éliminatoires | Séries éliminatoires |
| Saison     | Équipe             | Ligue      | PJ  | B                | A                | Pts              | Pun              | PJ               | B | A                    | Pts                  | Pun                  |                      |                      |
| 1977-1978  | CHZ Litvínov       | 1.liga jr. |     |                  |                  |                  |                  |                  |   |                      |                      |                      |                      |                      |
| 1978-1979  | CHZ Litvínov       | 1.liga jr. |     |                  |                  |                  |                  |                  |   |                      |                      |                      |                      |                      |
| 1979-1980  | CHZ Litvínov       | 1. liga    | 9   | 1                | 1                | 2                | 0                |                  |   |                      |                      |                      |                      |                      |
| 1980-1981  | CHZ Litvínov       | 1. liga    | 41  | 12               | 13               | 25               | 10               |                  |   |                      |                      |                      |                      |                      |
| 1981-1982  | CHZ Litvínov       | 1. liga    | 44  | 27               | 22               | 49               | 50               |                  |   |                      |                      |                      |                      |                      |
| 1982-1983  | CHZ Litvínov       | 1. liga    | 43  | 22               | 24               | 46               | 40               |                  |   |                      |                      |                      |                      |                      |
| 1983-1984  | CHZ Litvínov       | 1. liga    | 44  | 31               | 23               | 54               | 50               |                  |   |                      |                      |                      |                      |                      |
| 1984-1985  | CHZ Litvínov       | 1. liga    | 41  | 38               | 22               | 60               | 29               |                  |   |                      |                      |                      |                      |                      |
| 1985-1986  | CHZ Litvínov       | 1. liga    | 43  | 41               | 32               | 73               |                  |                  |   |                      |                      |                      |                      |                      |
| 1986-1987  | CHZ Litvínov       | 1. liga    | 39  | 29               | 21               | 50               | 46               |                  |   |                      |                      |                      |                      |                      |
| 1987-1988  | HC Dukla Trencin   | 1. liga    | 44  | 38               | 27               | 65               | 70               |                  |   |                      |                      |                      |                      |                      |
| 1988-1989  | HC Dukla Trencin   | 1. liga    | 45  | 46               | 38               | 84               | 42               |                  |   |                      |                      |                      |                      |                      |
| 1989-1990  | CHZ Litvínov       | 1. liga    | 32  | 21               | 23               | 44               |                  |                  |   |                      |                      |                      |                      |                      |
| 1989-1990  | Oilers d'Edmonton  | LNH        | 25  | 11               | 6                | 17               | 10               |                  |   |                      |                      |                      |                      |                      |
| 1990-1991  | Bruins de Boston   | LNH        | 29  | 8                | 8                | 16               | 19               | 17               | 2 | 11                   | 13                   | 0                    |                      |                      |
| 1991-1992  | Bruins de Boston   | LNH        | 77  | 39               | 36               | 75               | 48               | 13               | 2 | 3                    | 5                    | 2                    |                      |                      |
| 1992-1993  | Bruins de Boston   | LNH        | 60  | 19               | 22               | 41               | 38               |                  |   |                      |                      |                      |                      |                      |
| 1992-1993  | EV Zoug            | LNA        |     |                  |                  |                  |                  | 6                | 2 | 2                    | 4                    | 14                   |                      |                      |
| 1993-1994  | Sénateurs d'Ottawa | LNH        | 42  | 5                | 13               | 18               | 14               |                  |   |                      |                      |                      |                      |                      |
| 1994-1995  | HC Slavia Praha    | Extraliga  | 44  | 29               | 24               | 53               |                  |                  |   |                      |                      |                      |                      |                      |
| 1995-1996  | HC Slavia Praha    | Extraliga  | 37  | 21               | 44               | 65               |                  | 5                | 2 | 1                    | 3                    |                      |                      |                      |
| 1996-1997  | HC Slavia Praha    | Extraliga  | 44  | 22               | 32               | 54               | 40               |                  |   |                      |                      |                      |                      |                      |
| 1997-1998  | HC Slavia Praha    | Extraliga  | 49  | 20               | 40               | 60               | 60               | 5                | 0 | 6                    | 6                    | 6                    |                      |                      |
| 1998-1999  | HC Slavia Praha    | Extraliga  | 50  | 25               | 31               | 56               | 67               |                  |   |                      |                      |                      |                      |                      |
| 1999-2000  | HC Slavia Praha    | Extraliga  | 21  | 5                | 8                | 13               | 16               |                  |   |                      |                      |                      |                      |                      |
| Totaux LNH | Totaux LNH         | Totaux LNH | 233 | 82               | 85               | 167              | 129              | 30               | 4 | 14                   | 18                   | 2                    |                      |                      |

### Statistiques en équipe nationale
Au cours de toute sa carrière avec l'équipe nationale, Růžička aura joué un total de 186 matchs pour 107 buts inscrits. Les statistiques présentées ci-dessous ne concernent que les matchs internationaux de compétitions officielles. À la suite de la partition de la Tchécoslovaquie, il va être appelé pour jouer avec l'équipe tchèque et il remporte la médaille d'or aux jeux de 1998. Il joue 18 matchs entre les matchs de préparation et ceux des Jeux pour 5 buts inscrits sous le maillot tchèque.
| Année  | Équipe          | Compétition                 |     | PJ | B  | A   | Pts | Pun                       |  | Résultat |
| 1979   | Tchécoslovaquie | Championnat d'Europe junior | 3   | 1  | 2  | 3   | 2   | Médaille d'or             |  |          |
| 1981   | Tchécoslovaquie | Championnat d'Europe junior | 5   | 8  | 8  | 16  | 18  | Médaille d'argent         |  |          |
| 1981   | Tchécoslovaquie | Championnat du monde junior | 5   | 5  | 0  | 5   | 2   | Quatrième place           |  |          |
| 1982   | Tchécoslovaquie | Championnat du monde junior | 7   | 8  | 1  | 9   | 6   | Médaille d'argent         |  |          |
| 1983   | Tchécoslovaquie | Championnat du monde junior | 7   | 12 | 8  | 20  | 6   | Médaille d'argent         |  |          |
| 1983   | Tchécoslovaquie | Championnat du monde        | 10  | 3  | 1  | 4   | 4   | Médaille d'argent         |  |          |
| 1984   | Tchécoslovaquie | Jeux olympiques             | 7   | 4  | 6  | 10  | 0   | Médaille d'argent         |  |          |
| 1984   | Tchécoslovaquie | Coupe Canada                | 5   | 0  | 0  | 0   | 2   | Sixième et dernière place |  |          |
| 1985   | Tchécoslovaquie | Championnat du monde        | 10  | 8  | 3  | 11  | 0   | Médaille d'or             |  |          |
| 1986   | Tchécoslovaquie | Championnat du monde        | 10  | 4  | 11 | 15  | 6   | Cinquième place           |  |          |
| 1987   | Tchécoslovaquie | Championnat du monde        | 10  | 3  | 3  | 6   | 10  | Médaille d'argent         |  |          |
| 1987   | Tchécoslovaquie | Coupe Canada                | 6   | 2  | 0  | 2   | 0   | Quatrième place           |  |          |
| 1988   | Tchécoslovaquie | Jeux olympiques             | 8   | 4  | 3  | 7   | 12  | Sixième place             |  |          |
| 1989   | Tchécoslovaquie | Championnat du monde        | 10  | 7  | 7  | 14  | 2   | Médaille de bronze        |  |          |
| 1998   | Tchéquie        | Jeux olympiques             | 6   | 3  | 0  | 3   | 0   | Médaille d'or             |  |          |
| Totaux | Totaux          | Totaux                      | 109 | 72 | 53 | 125 | 70  |                           |  |          |